# Port de Cambrils
El Port de Cambrils és un port esportiu i pesquer de la Generalitat de Catalunya que està ubicat a municipi de Cambrils.
El Port està dividit en dues dàrsenes: pesquera (amb llotja, 50 casetes de pesca i 22 vaixells) i esportiva (517 amarradors). Actualment, forma part del sistema portuari català, concretament de la Zona Portuària Sud, i està gestionat directament per Ports de la Generalitat.

## Història
En 1229 part de les tropes de Jaume I va salpar del port de Cambrils, amb rumb a la conquesta de Mallorca. Alguns habitants del poble van participar d'aquesta conquesta així com en la repoblació posterior de València. El 1286 el seu port va ser escollit per a reunir la flota que anava a la conquesta de Menorca.
El 31 de gener del 1911, Cambrils va patir l'Any de la desgràcia, un temporal que va afectar la costa catalana i valenciana. S'hi van enfonsar cinc embarcacions i hi van morir quinze cambrilencs —cinc dels quals eren menors d'edat—, un altre resultà ferit greu i hi va haver una desena de supervivents.
De llavors ençà, hi va augmentar una forta pressió ciutadana i política des de Cambrils per reclamar unes instal·lacions portuàries que actuessin com a refugi a les embarcacions en cas de tempesta. En conseqüència, en 1918 es va plantejar refer i ampliar el llavors petit port pesquer de Cambrils per convertir-lo precisament en un port de refugi, però les obres d'aquesta primera principal transformació no s'iniciaren perquè era considerat inviable econòmicament. Finalment, les obres van tirar endavant el 3 de setembre de 1933 gràcies al llavors ministre d'Agricultura, Pesca i Alimentació de la Segona República Espanyola, Marcel·lí Domingo, que va complir la seva promesa electoral amb els cambrilencs. La construcció, liderada per Francesc Gómez de Membrillera, es va interrompre durant la guerra civil espanyola i no es va finalitzar fins a l'any 1947. L'any 1950 es va ampliar el braç exterior del port.
El 23 d’octubre de 1964 es va fundar el Club Nàutic Cambrils, i ja l'any vinent s'iniciaren les primeres obres al port. En 1968, es va ampliar la seva única passarel·la flotant.
En 1969, una gran tempesta va provocar l'enfonsament de deu embarcacions i danys importants a les passarel·les.
En 1992, les seves instal·lacions serviren com a zona d’entrenaments per a les embarcacions que participaren en els Jocs Olímpics de Barcelona. Prèviament, s'hi van construir dues passarel·les més.